# Ignjat Đurđević
Ignjat Đurđević poznat i kao Ignazio Giorgi (Dubrovnik, 13. veljače 1675. ‒ Dubrovnik, 21. siječnja 1737.), hrvatski katolički svećenik, isusovac potom benediktinac, barokni pjesnik i prevoditelj. 

## Životopis
Bio je unuk Nika Đurđevića, izvanbračnoga sina vlastelina Brnje Đurđevića. Iako, upravo zbog toga što je izvanbračno dijete, nije mogao ući u red vlastele, slijedio je stope oca te se bavio trgovinom i drugim pučanskim poslovima. Zbog opadanja broja plemića u Republici, Veliko vijeće donijelo je 1664. godine odluku da se u red vlastele primi 10 najuglednijih dubrovačkih obitelji. Unatoč protivljenju plemića odluka je izvršena te se među plemićima našao i Brnja Đurđević, koji je za taj položaj uplatio 1.000 dukata (Pet stoljeća hrvatske književnosti, 1971: 8).  
Nije poznato je li se Ignjat Đurđević obrazovao u javnoj ili privatnoj školi, zapravo ne zna se mnogo o njegovu životu do 21. godine, ali zna se da je postavši punoljetan i on ušao u Veliko vijeće zajedno s drugim plemićima. 1693. godine postaje zapovjednik tvrđave Lovrijenac, a dvije godine nakon postaje i knez na Šipanu, gdje je došao na loš glas; po Dubrovniku se govorilo da je "pokvario sve žene, udate i neudate". Po povratku sa Šipana ponovno nastavlja biti zapovjednikom Lovrijenca, a nakon toga odlazi u Rim gdje se pridružuje isusovcima. "Biografi njegovi ne kažu zašto je neobuzdani Đurđević tako naglo, krijući svoj naum čak i od majke, svoj način života zamijenio strogom stegom isusovačkoga reda". Neki vjeruju da je to zbog neuzvraćene ljubavi prema Mari Boždarevoj za koju je napisao pohvalnu pjesmu, ali ona i nakon toga ostaje prema njemu hladna te se udala za drugog čovjeka, a on se povlači iz svjetovnog života (Pet stoljeća hrvatske književnosti, 1971: 9).  
Nakon što je stupio u red postaje učitelj 1702. godine u Ilirskom kolegiju u Loretu te iz pisma Ignjatova učenika saznajemo da je bio marljiv profesor koji je znao jako dobro tumačiti stare pisce te je pisao stihove i prozu na latinskom, talijanskom, grčkom i francuskom jeziku (Pet stoljeća hrvatske književnosti, 1971: 10). 1705. godine napušta isusovački red i prelazi u benediktinski, vjerojatno zbog toga što se nije mogao posvetiti poeziji koliko je htio, upravo zbog strogosti samoga reda (Pet stoljeća hrvatske književnosti, 1971: 10). 
Dubrovačka vlada ga je protjerala 1710. godine, razlog je nepoznat, tj. ne može se iščitati iz spisa, te se vraća u Italiju. Po povratku iz progonstva pridružuje se Akademiji Dangubnijeh (čiji je i bio predsjednik 1718. godine) koja je osnovana posljednjih godina 17. stoljeća i koja je okupljala najučenije i najuglednije Dubrovčane i one koji se živjeli van Dubrovnika (Pet stoljeća hrvatske književnosti, 1971: 11). 
Nakon što je jedno vrijeme živio na Mljetu gdje i započinje njegova najplodnija književna faza, odlazi u Padovu u samostan sv. Justine kako bi tiskao Uzdahe Mandalijene pokornice i Saltijer slovinski (Pet stoljeća hrvatske književnosti, 1971: 12). Povratkom u Dubrovnik izabran je za opata na Višnjici, a zatim i predsjednikom Mljetske benediktinske kongregacije te i službenim teologom dubrovačke vlade (Pet stoljeća hrvatske književnosti, 1971: 12).
Umro je 1737. godine od kapi dok je bio u posjeti mrkansko-trebinjskom biskupu, Šišku Tudiševiću (Pet stoljeća hrvatske književnosti, 1971: 12).

## Književni rad
Književni rad Ignjata Đurđevića jako je bogat te je stvarati počeo, kako mnogi tvrde, već u 16. godini svoga života kada počinje pisati ljubavne i pjesme drugih tematika (Pet stoljeća hrvatske književnosti, 1971: 13). Prevodio je Vergilijevu Eneidu, napisao jedan čin tragedije Judite, prevodio psalme kralja Davida, napisao Uzdahe Mandalijene pokornice, latinske pjesme koje objavljuje u zbirci Poetici Iusus, piše Pjesni razlike, Život sv. Benedikta, Brodolom sv. Pavla, Egloge, Saltir Slovinski itd. (Pet stoljeća hrvatske književnosti, 1971: 13).
Njegove ljubavne pjesme najčešće su kratke s poukom na kraju. Uzore pronalazi u već ustaljenoj dubrovačkoj pjesničkoj tradiciji, kao što su Šiško Menčetić i Džore Držić (Pet stoljeća hrvatske književnosti, 1971: 15). Često se pronalaze motivi iz prirode kao što je zelenilo, cvijeće, drveće, srebro, zlato, drago kamenje, koralji (Pet stoljeća hrvatske književnosti, 1971: 16). U pjesmama pronalazimo ironiju, cinizam i zanesenost tjelesnošću te razaznajemo da je za pjesnika ljepota stvorena za uživanje u njoj te da je cilj njegovih čežnja (Pet stoljeća hrvatske književnosti, 1971: 16). U njegovu radu pronalazimo i elemente manirizma, npr. u pjesmi Posila sliku svoju gospođi na kraju nas očekuje concetto, tvrdi da je njegova duša već kod gospođe, a sada joj šalje svoju sliku kako bi duša i slika mogle oživjeti (Pet stoljeća hrvatske književnosti, 1971: 18).
U Eglogama, također, prati dubrovačku tradiciju (Pet stoljeća hrvatske književnosti, 1971: 18). Od devet napisanih ekloga četvrta i deveta su parodije na ljubavnu poeziju, iako su to same po sebi pretežito pjesme s ljubavnom tematikom koje se odvijaju u idiličnom, pastoralnom prostoru (Pet stoljeća hrvatske književnosti, 1971: 19).
Suze Marunkove osmišljene su kao popruga na pastorale. Marunko nije iz Dubrovnika, on je s Mljeta, dok je njegova odabranica Pavica dubrovačka dama. On se nalazi među trnjem i žabama, što je potpuno suprotno od idiličnog pastoralnog krajolika koji bi bio očekivan za ljubavnu tematiku, te se tu jada zbog svoje ljubavi prema Pavici koja od njega bježi, a on bi ostavio sve što ima zbog nje.
Uzdasi Mandalijene pokornice kreću se baroknim i končetuoznim smjerom u kojima dolazi do nekih promjena (Pet stoljeća hrvatske književnosti, 1971: 22). "Metaforika za slikanje ovozemaljske ljepote i ljubavi ostaje doduše ista, ali u novoj konstelaciji poprima novo značenje. Ljubav između ljudskih partnera metaforizira u ljubav između pokajnice i Krista, zemaljska ljepota prerasta u ljepotu duše, ovozemaljske čežnje prerastaju u čežnje za sjedinjenjem s Kristom u vječnom blaženstvu."(Pet stoljeća hrvatske književnosti, 1971: 22).